# Jaime Torres Bodet

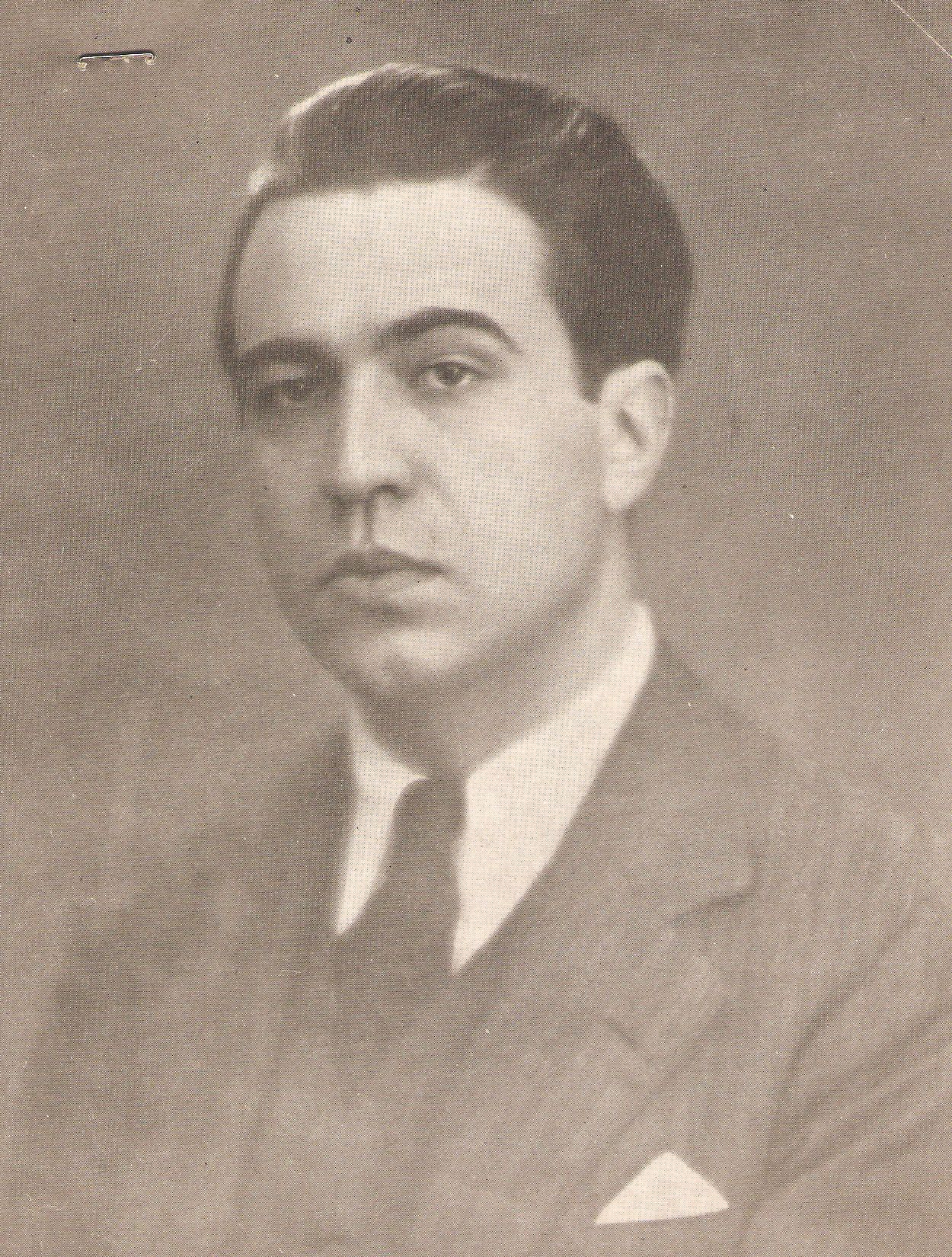
Jaime Torres Bodet

Jaime Torres Bodet (* 17. April 1902 in Mexiko-Stadt; † 13. Mai 1974 ebenda) war ein mexikanischer Politiker und zwischen 1948 und 1952 UNESCO-Generaldirektor.
Der Professor für französische Literatur, Dichter, Schriftsteller und Diplomat war zum Zeitpunkt seiner Wahl auf der 3. UNESCO-Generalkonferenz, 1948 in Beirut Außenminister Mexikos. Sein außergewöhnlicher, auch persönlicher Einsatz als Bildungssekretär der Regierung Mexikos (1943–1946) gegen den Analphabetismus in seinem Lande hatte ihn besonders bekannt gemacht. Für die Ziele der UNESCO hatte er sich seit seiner Teilnahme an der Londoner Gründungskonferenz 1945 engagiert.
Besonderes Augenmerk widmete er den grundlegenden Fragestellungen. Gestützt auf seine diplomatischen Erfahrungen und unter Bezugnahme auf die Ziele der 1948 angenommenen Allgemeinen Erklärung der Menschenrechte bemühte er sich, die Interessen der ökonomisch weniger entwickelten Mitgliedstaaten mit denen der entwickelten Länder in Einklang zu bringen.
Auf der 5. Generalkonferenz 1950 in Florenz setzte er sich unter Hinweis auf die Militärhaushalte der Mitgliedstaaten für ein deutliches Haushaltswachstum ein. Die Organisation sollte so ihr Programm als einen effektiven Beitrag zum Weltfrieden einsetzen können. Den Zuspitzungen im Ost-West-Konflikt wollte Bodet durch ein ausbalanciertes Programm entgegenwirken. Als er sich auf der Generalkonferenz 1952 rigorosen Budgetbeschränkungen gegenübersah, trat Bodet von seinem Amt als Generaldirektor zurück.
1952 wurde Bodet in die American Academy of Arts and Sciences gewählt. 1956 wurde er als auswärtiges Mitglied in die Académie des Beaux-Arts aufgenommen. 1971 wurde er mit der Medalla Belisario Domínguez del Senado de la República ausgezeichnet.